# Lennart Landqvist

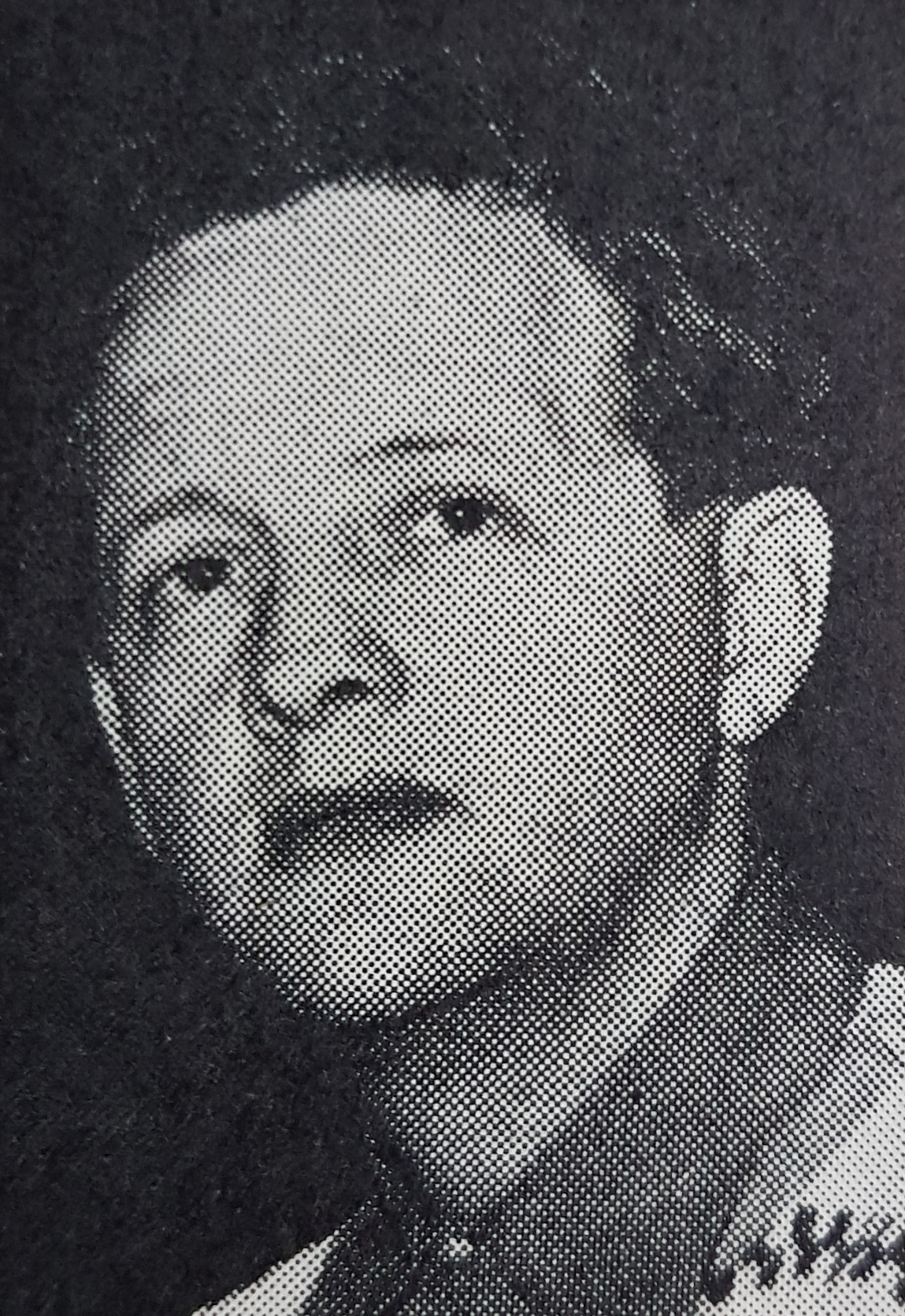
Lennart Landqvist

Lennart Rune Evert Landqvist, född 30 september 1925 i Mölndal, död 4 november 2015 i Lundby församling i Göteborg, var en svensk målare, tecknare och grafiker.
Han var son till målarmästaren Evert Alexander Landqvist och Signe Agda Ragnhild Svärd och från 1955 gift med sömmerskan Gun Marianne Larsson. Landqvist studerade vid Slöjdföreningens skola i Göteborg 1948–1951 och vid Valands konstskola i Göteborg 1951–1955 samt under studieresor till Norge, Danmark, Nederländerna, Frankrike och Tyskland. Han medverkade i ett stort antal samlingsutställningar runt om i Europa bland annat medverkade han i 20 Westschwedische Maler i Lübeck och Bochum 1955, Biennalen i Florens 1970, Le Musee des Esquisses, D'Art Public Lund Suède i Paris 1981, Fem målare från Göteborg på Göteborgs konstmuseum, Fem Göteborgare på Konstakademien i  Stockholm och Då och nu, Svensk Grafik 1600-1959 på Liljevalchs konsthall i Stockholm samt i ett stort antal separatutställningar. Han var medhjälpare vid flera av Nils Wedels offentliga arbeten, bland annat vid den abstrakta takmålningen som utfördes i vattenverket vid Alelyckan i Göteborg 1951–1952. Bland hans egna cirka 40 offentliga arbeten märks reliefen Den eviga vågen utförd i syrafast rostfritt för Kalmar simhall, dopreliefen i körsbärsträ för Björketorps kyrka i Rävlanda och reliefen Nytt landskap för Frölunda kulturhus i Göteborg. 
Han har tilldelats Göteborgs stads kulturstipendium 1965, Svenska Statens stora arbetsstipendium 1971–1972, Stora konstnärsbidraget 1977–1981, arbetsbidrag från Sveriges bildkonstnärsfond 1989, Göteborgs stads kulturstipendium 1991 och Konstnärsbidrag från konstnärsnämnden 1993–1994. Han var en av medlemmarna i konstnärsgruppen Grupp 54. I sina målningar och färgetsningar genomför han fritt och ohämmat en klingande färgfest, med djupt etsade former. Vid sidan av sitt eget skapande var han grafikföreståndare för Valands konstskola Göteborg 1966-1971. Landqvist är representerad vid Nationalmuseum i Stockholm, Moderna museet, Malmö museum, Borås konstmuseum, Göteborgs konstmuseum, Jönköpings läns museum, Värmlands museum, Arkivet i Lund, Museum der Stadt Wuppertal i Tyskland och Nordjyllands konstmuseum i Ålborg.